# Skattmyrberget
Skattmyrberget är ett naturreservat i Bräcke kommun i Jämtlands län.
Området är naturskyddat sedan 2012 och är 44 hektar stort. Reservatet omfattar en södersluttnig av berget med detta namn och består av myrmark granskog som till del finns som sumpskog samt inslag av lövträd.